# 宇和島臓器売買事件
宇和島臓器売買事件（うわじまぞうきばいばいじけん）とは、愛媛県宇和島市にある宇和島徳洲会病院にて起った日本で初めて公になった臓器売買事件である。

## 概要
2006年2月、女性から「知人に頼まれて腎臓を提供した。なのに貸していた金銭すら返してくれない」との電話が愛媛県警察への相談で事件が発覚した。県警生活環境課と宇和島署は臓器移植法違反（臓器売買の禁止）の疑いで、移植を受けた患者男性と仲介役をした内縁の妻を逮捕した。ドナーとなった女性も書類送検された。県警は病院など関係三カ所を家宅捜索し、同署に特別捜査本部を設置した。1999年の同法施行後、臓器売買の摘発は全国で初めてとなる。
逮捕された患者は、慢性腎不全を患い人工透析を続けながら、宇和島徳洲会病院に2004年の開院時から通院し、泌尿器科部長であった医師・万波誠の診察を受けていた。2005年6月頃、症状が悪化したため万波より「早く移植をしないと助からない」と言われたことにより移植手術を決意する。当初は内縁の妻が腎臓を提供する予定であったが、医学的理由により却下され、親族からは臓器提供を断られた。そこで同年夏、患者は当時200万円の借金をしていた女性に「腎臓を提供してくれたら300万を上乗せして返す」と依頼。8月、女性は患者の妻の妹と偽り病院にて検査を受け、腎臓の提供をすることとなった。
9月末、女性をドナーとして腎臓移植が行われた。患者と内縁の妻はドナーに対し、11月に現金30万円、翌2006年4月に新車（150万円相当）を渡したが、女性は事前の約束と違うと不満を持ち警察に相談した。この時点でこの女性は臓器売買が犯罪であることを知らなかった（移植を受けた患者と妻は犯罪であることを認識しており、女性に口止めするなどの工作をしていた）。これが発端となり同年11月、同院では癌などの病気に冒されたために摘出された腎臓などの臓器を、その臓器を必要としている患者に移植していたことが11件あったことが発覚。また臓器移植に際して口頭約束だけで書面での約束を交わさなかったことや、杜撰な手術や管理などが露見することになった。また、鹿児島徳洲会病院でも、高齢の患者から腎動脈瘤に罹患した臓器が摘出され、市立宇和島病院の女性患者から移植されたものであることが発覚。鹿児島県による調査が行われた。
臓器移植法違反（臓器売買の禁止）により移植を受けた患者男性及び内縁の妻が起訴され、ドナーとなった女性が略式起訴された。裁判では患者が「臓器提供の謝礼は車だけの約束」「現金は女性の傷跡が大きく申し訳なく思い支払った」と供述するなど、ドナー女性の主張との間に一部食い違いが見られた。また患者男性、その妻の両被告人とも「ドナーは他人で、対価を支払うことも医師に話していた」「万波医師から相場は1本（100万）くらいと聞いた」と供述、ドナー女性も「車がもらえなかったので万波先生に相談したところ、先生が直接（患者男性に）電話してくれた」と証言。これについて患者男性も万波を名乗る男性から電話があったことを認めるなど、万波が事前に臓器売買と知っていて協力したのではないかとの疑惑があったが、万波自身はこれらについて全面的に否定し、立証も困難であったことから責任は問われなかった。
2006年12月、松山地方裁判所宇和島支部は、判決で「臓器移植法の人道性、任意性、公平性という基本理念に著しく反するもので、移植医療に対する社会の信用性を揺るがした影響は大きい」として、両被告人ともに懲役1年、執行猶予3年（求刑・懲役1年）を下した。ドナー女性は、罰金100万円、追徴金30万円、乗用車没収の略式命令を受けた。

## 関連書籍
- 山下鈴夫「激白 臓器売買事件の深層―腎移植患者が見た光と闇」（元就出版社）
- 村口敏也「この国の医療のかたち 否定された腎移植」（創風社出版）